# Charadrius pallidus
Il corriere bandacastana (Charadrius peronii, Strickland 1853) è un uccello della famiglia dei Charadriidae.

## Sistematica
Charadrius pallidus ha due sottospecie:
- Charadrius pallidus pallidus
- Charadrius pallidus venustus

## Distribuzione e habitat
Questo uccello vive in due zone distinte dell'Africa: la sottospecie C. p. pallidus è presente in Angola, Botswana, Zambia, Mozambico, Sudafrica, Namibia e Zimbabwe, mentre C. p. venustus lo si osserva lungo la Rift Valley, in Kenya e Tanzania.